# HD 86264 b
HD 86264 b (بالإنجليزية: HD 86264 b)‏ الذي يرمز له بالرمز HD 86264b، هو كوكب خارج المجموعة الشمسية، في كوكبة الشجاع، يتبع HD 86264 ‏.

## الاكتشاف
اكتشف في 13 أغسطس 2009.